# ديمتري شاليين
ديمتري شاليين (بالروسية: Дмитрий Александрович Чалей)‏ هو لاعب كرة قدم بيلاروسي في مركز الوسط، ولد في 14 فبراير 1978 في مينسك في بيلاروس. شارك مع منتخب بيلاروسيا تحت 21 سنة لكرة القدم. أما مع النوادي، فقد لعب مع دينامو مينسك وشاختيور سوليجورسك وغرانيت ميكاشيفيتشي ونادي روجومبيروك ونادي روستوف ونادي سلافيا-موزير ونادي فيتيبسك.

## وصلات خارجية
- ديمتري شاليين على موقع قاعدة بيانات كرة القدم.إي يو (الإنجليزية)
- ديمتري شاليين على موقع Soccerway.com (الإنجليزية)
- ديمتري شاليين على موقع عالم كرة القدم.نت (الإنجليزية)